# الأكراد في اليابان
الأكراد في اليابان (باليابانية: 在日クルド人) (بالكردية:Kurdên Japonyayê) يشير إلى الأكراد المقيمين في اليابان. الأكراد ليس لديهم دولة قومية ويعيشون في كردستان، وهي المنطقة التي تضم تركيا وسوريا وإيران والعراق في الشرق الأوسط وجنوب القوقاز.
ابتداءً من ربيع عام 2023، كانت هناك زيادة كبيرة في المشاعر المعادية للأكراد في اليابان. ويُقال إن هذا كان مدفوعًا جزئيًا بنشر الأتراك رسائل معادية للأكراد باللغة اليابانية باستخدام منصة التواصل الاجتماعي إكس. وقد تلقى الأكراد تهديدات بالقتل ودعوات لترحيلهم الجماعي.